# وینلند (کالیفرنیا)
وینلند (به انگلیسی: Vinland) یک منطقهٔ مسکونی در ایالات متحده آمریکا است که در شهرستان کرن، کالیفرنیا واقع شده‌است. وینلند ۹۸ متر بالاتر از سطح دریا واقع شده‌است.